# UMF Stjarnan (baloncesto)
El Ungmennafélagið Stjarnan Körfubolti (traducido literalmente como Club Juvenil Stjarnan), conocido como Stjarnan o Stjarnan Garðabær, es la sección de baloncesto masculino del Ungmennafélagið Stjarnan, con sede en la localidad de Garðabær, Islandia.

## Historia
La sección de baloncesto del Stjarnan fue fundada en 1993, alcanzando la máxima categoría del baloncesto islandés, la Úrvalsdeild karla en 2001. Después de perder todos los partidos de la temporada 2001-2002, la sección casi desaparece, pero logró mantenerse a flote, ascendiendo de nuevo a la Úrvalsdeild karla en 2007.
Llegó a las finales de las temporadas 2010-2011 y 2012-2013, perdiendo en ambas ocasiones.
Ganó la Copas de Islandia en 2009, 2013, 2015, 2019 y 2020.
El 14 de marzo de 2019, el Stjarnan derrotó al Haukar en el último partido de la liga regular terminando con el mejor registro, ganando la liga regular y por lo tanto con ventaja de cancha local en los playoffs.
El Stjarnan abrió la temporada 2019-20 con una victoria por 89-77 contra los vigentes campeones, el KR en la anual Supercopa de Islandia. El 15 de febrero de 2020, el equipo revalidó el título de Copa tras vencer al Grindavík en la final por 89-75.
El 27 de septiembre de 2020 el Stjarnan consigue su tercera Supercopa de Islandia al vencer al Grindavík por 106-86.

## Palmarés

### Títulos
- Bikarkeppni karla (Copas de Islandia)

Campeones (5): 2009, 2013, 2015, 2019, 2020
- Meistarakeppni karla (Supercopas de Islandia)

Campeones (3): 2009, 2019, 2020
- Fyrirtækjabikar karla (Copa de las Empresas)

Campeones (1): 2015
- 2. deild karla (Tercera categoría)

Campeones (1): 1995